# Хуан Доминго де Суньига и Фонсека
Хуан Доминго Мендес де Аро-и-Сотомайор, также известный как Хуан Доминго Суньига-и-Фонсека, граф Монтеррей (25 ноября 1640, Мадрид — 2 февраля 1716, Мадрид) — испанский аристократ, военный и государственный деятель.

## Биография
Родился 25 ноября 1640 года в Мадриде. Второй сын Луиса Мендеса де Аро-и-Гусмана (1601—1661), 6-го маркиза дель Карпио, 1-го герцога Монторо и 2-го графа-герцога Оливареса (который был первым министром Филиппа IV после своего дяди, 1-го графа-герцога Оливареса), и Каталины Фернандес де Кордова и Арагон (1610—1647), дочери 5-го герцога Сегорбе. Его старший брат Гаспар де Аро-и-Гусман также занял важные посты в монархии.
После женитьбы на Инес Франсиске де Суньига-и-Фонсека (†1710), 8-й графине Монтеррей и 4-й графине Айала в 1657 года, он стал пользоваться дворянскими титулами и фамилиями жены. У пары не было детей.
В детстве и юности он служил менино и дворянином короля Филиппа IV, а с 1663 года он был рыцарем Ордена Сантьяго, затем он стал комендадором Кастилии. Он также был капитаном кавалерии, а затем полевым мастером пехотной терции. В 1667 году он отправился в Нидерланды, где был губернатором с 1670 по 1675 год. С 1677 по 1678 год он был вице-королем Каталонии, которая подвергалась нападению войск короля Франции Людовика во время Голландской войны, и в том же году был назначен президентом Совета Фландрии.
В 1693 году он был назначен государственным советником короля Карла II; в 1700 году, после его смерти, член правления королевства до прибытия в Испанию Филиппа V и в 1702 году оказывал помощь регенту во время пребывания короля в Италии.
Овдовев в 1710 году, он был рукоположен в священники, войдя в конгрегацию Сан-Педро в Мадриде. Он внезапно скончался в возрасте 76 лет, его тело было помещено в церковь Сан-Фелипе-Нери, а затем перенесено в монастырь Ла Консепсьон в Саламанке.